# تلمبه دیپلمه‌ها (پاریز)
تلمبه دیپلمه‌ها یک منطقهٔ مسکونی در ایران است که در دهستان پاریز واقع شده‌است. تلمبه دیپلمه‌ها ۷ نفر جمعیت دارد.